# Freaks (pel·lícula de 2018)

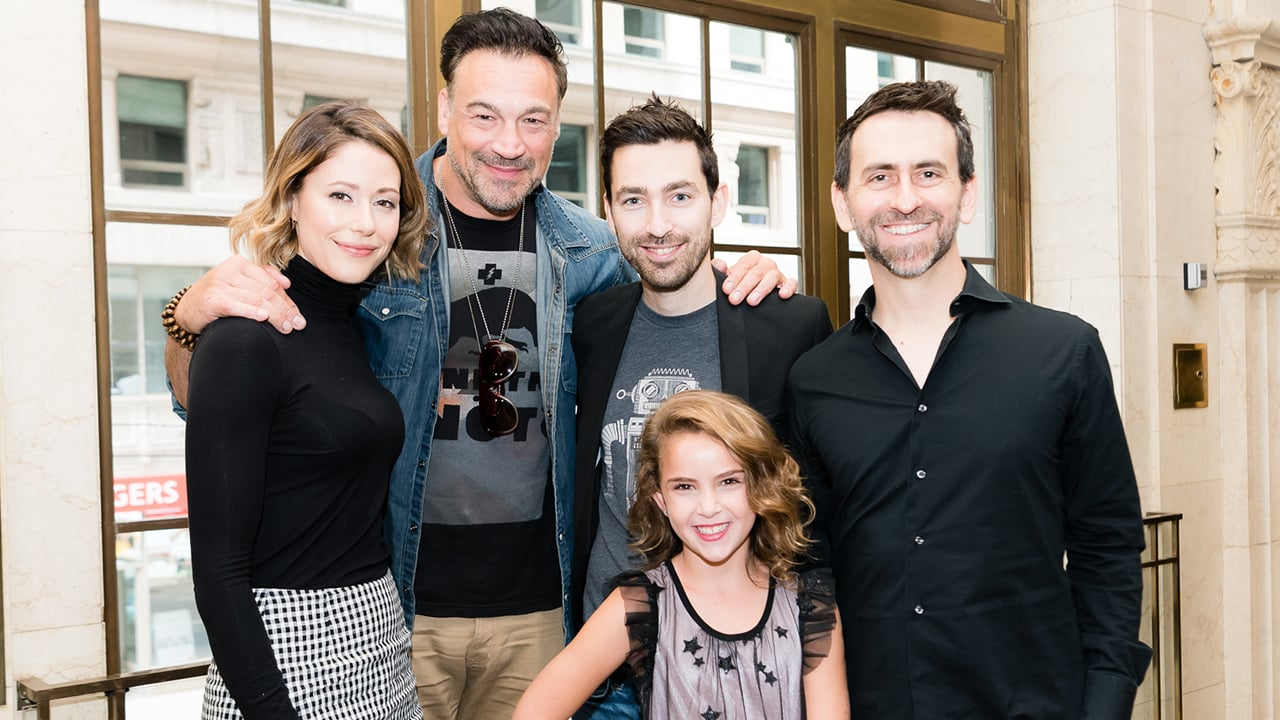
Directors i repartiment de Freaks el 2018. D'esquerra a dreta al darrere: Amanda Crew, Aleks Paunovic, Zach Lipovsky, Adam Stein; davant: Lexy Kolker.

Freaks és una pel·lícula de thriller de ciència-ficció del 2018 escrita i dirigida per Zach Lipovsky i Adam Stein, i protagonitzada per Emile Hirsch, Bruce Dern, Grace Park, Amanda Crew i Lexy Kolker. La pel·lícula segueix una nena de set anys (Kolker), que abandona la seva llar per primera vegada després d'haver viscut sempre sota l'estricta tutela del seu pare (Hirsch). S'ha subtitulat al català.
La pel·lícula es va exhibir per primer cop al Festival Internacional de Cinema de Toronto el 8 de setembre de 2018 i es va estrenar als cinemes d'Amèrica del Nord el 13 de setembre de 2019, amb la distribució de Well Go USA Entertainment. Va rebre crítiques positives, amb elogis per la interpretació de Kolker.